# Río Juan Gómez
Río Juan Gómez es una pequeña localidad del departamento Ayacucho, en el norte de la provincia de San Luis, Argentina.
Se encuentra 10 km al oeste de San Francisco del Monte de Oro y a 112 km de la ciudad de San Luis.
Se ubica en la falda occidental de las sierras centrales de San Luis, con importantes vistas panorámicas, con alturas que llegan aproximadamente hasta los 1700 m s. n. m.

## Población
Cuenta con 72 habitantes (Indec, 2001) y durante el censo nacional de 2010 fue considerada como población rural dispersa.
- Datos: Q7386333